# In the Zone
In the Zone es el cuarto álbum de estudio de la cantante estadounidense Britney Spears, publicado el 18 de noviembre de 2003 por el sello discográfico Jive Records. Su música incorpora géneros como el pop, dance pop, house, trip hop, techno, hip hop y reggae, con instrumentación de guitarras, batería, sintetizadores, cuerdas e instrumentos de Oriente Medio, mientras que sus letras hablan principalmente del amor, el baile, el empoderamiento y la sexualidad.
Con la conclusión de la gira Dream Within a Dream Tour en julio de 2002 y el término de su relación con Justin Timberlake, Spears planeaba tomar un descanso de seis meses de su carrera; sin embargo, el trabajo para In the Zone comenzó en noviembre del mismo año. Empezó a escribir canciones para el álbum mientras estaba de gira internacional, a pesar de no conocer la dirección del álbum. Experimentó con diferentes productores, tratando de encontrar a aquellos con quienes tuviera química. La primera canción grabada fue «Touch of My Hand», que según Spears establecía el ambiente para el álbum. Spears coescribió ocho canciones y con frecuencia cambiaba las letras para adaptarse a sí misma. Declaró que era una compositora autobiográfica, aunque no hasta el punto en que se sintiera auto-explotada. También explicó que la naturaleza sexual de In the Zone era subconsciente y sucedió mientras ella estaba en el proceso de desarrollo del álbum. El resultado, de acuerdo a los críticos, finalizó un período de transición de Spears y reflejó su deseo de ser considerada como una mujer adulta, pese a ya contar con una imagen altamente sexualizada. Para ello, el álbum contó con letristas y productores reveladores que trabajaron por primera vez con la cantante, entre quienes se incluye al estadounidense Christopher "Tricky" Stewart, al dúo sueco Bloodshy & Avant y al británico Guy Sigsworth. Además de ellos, In the Zone también contó con letristas y productores consagrados, como R. Kelly y Moby, y con la aparición de dos artistas invitados: el dúo de hip hop Ying Yang Twins y la cantante estadounidense Madonna, esta última quien brindó su primera colaboración exclusiva tras veinte años de carrera y tras generar revuelo en los medios, luego de besar a Spears en la apertura de los MTV Video Music Awards 2003.
Tras su lanzamiento, In the Zone recibió reseñas generalmente positivas de los críticos de música, quienes elogiaron su mezcla de diferentes géneros y la composición de Spears, pero criticaron la voz de la artista por ser distante y procesada. Comercialmente, el álbum tuvo éxito internacional, llegó a las primeras posiciones de numerosas listas de ventas en varios países. En Estados Unidos, debutó en la cima del Billboard 200, convirtiéndose en el cuarto álbum número uno consecutivo de Spears, luego de vender 609 mil copias en su primera semana en el país. Tras ello, solo sus 6 primeras semanas en el mercado le bastaron para alzarse como el octavo álbum más vendido en todo el mundo en el año 2003. En Estados Unidos, Spears se convirtió en la primera artista femenina en tener sus primeros cuatro álbumes en el número uno en el país.
Respecto a la promoción de In the Zone, abarcó el lanzamiento de cuatro sencillos: «Me Against the Music», «Toxic», «Everytime» y, solo en Estados Unidos y Japón, «Outrageous». Los tres primeros de ellos alcanzaron posiciones considerablemente altas en la mayoría de las listas de popularidad alrededor del mundo; no obstante, «Toxic» fue el más exitoso y sobresaliente de todos. La promoción del álbum también involucró a la gira internacional The Onyx Hotel Tour, la que causó controversias por su contenido sexual y cuya mitad restante fue cancelada, debido a que la cantante se lesionó una rodilla. In the Zone y sus videos musicales son vistos en gran medida por los críticos como el final de la transición de Spears de una estrella del pop adolescente a una artista femenina más adulta. Varios críticos y publicaciones han analizado la influencia del álbum en la música pop, y NPR lo clasificó entre "Las 50 grabaciones más importantes de la década", llamándolo "una introducción al sonido del pop en la década de 2000".

## Antecedentes
Las primeras noticias sobre el cuarto álbum de estudio de Spears comenzaron a circular a finales del año 2002, aproximadamente un año después del lanzamiento de su entonces último álbum de estudio, Britney. Para aquel entonces, los medios de comunicación británicos confirmaron que Spears viajó a Londres y que se reunió con los productores William Orbit, Guy Chambers y Shep Soloman —reconocidos por sus trabajos con Madonna, Kylie Minogue y Westlife, respectivamente—.

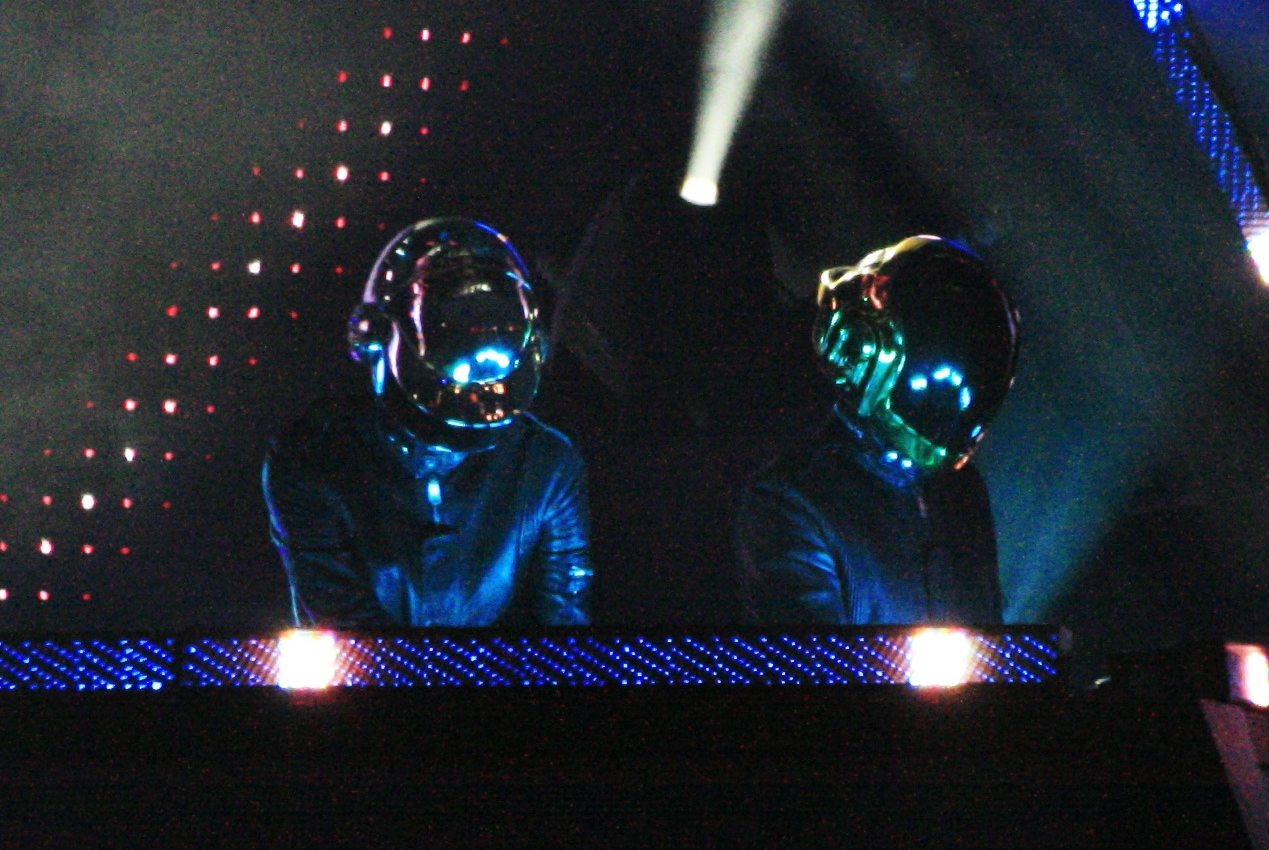
Daft Punk fue uno de los candidatos para colaborar en In the Zone.

Tras las confirmaciones, la cantante brindó una entrevista a Hollywood Reporter, en la que declaró que se había reunido con Daft Punk y William Orbit, con el objetivo de escuchar sus trabajos y de decidir si trabajarían juntos. Además de ello, aclaró que solo a principios del año 2003 comenzaría a realizar las sesiones de grabación de su cuarto álbum de estudio, el cual sería más «influenciado» por géneros musicales como el rock y el hip hop.

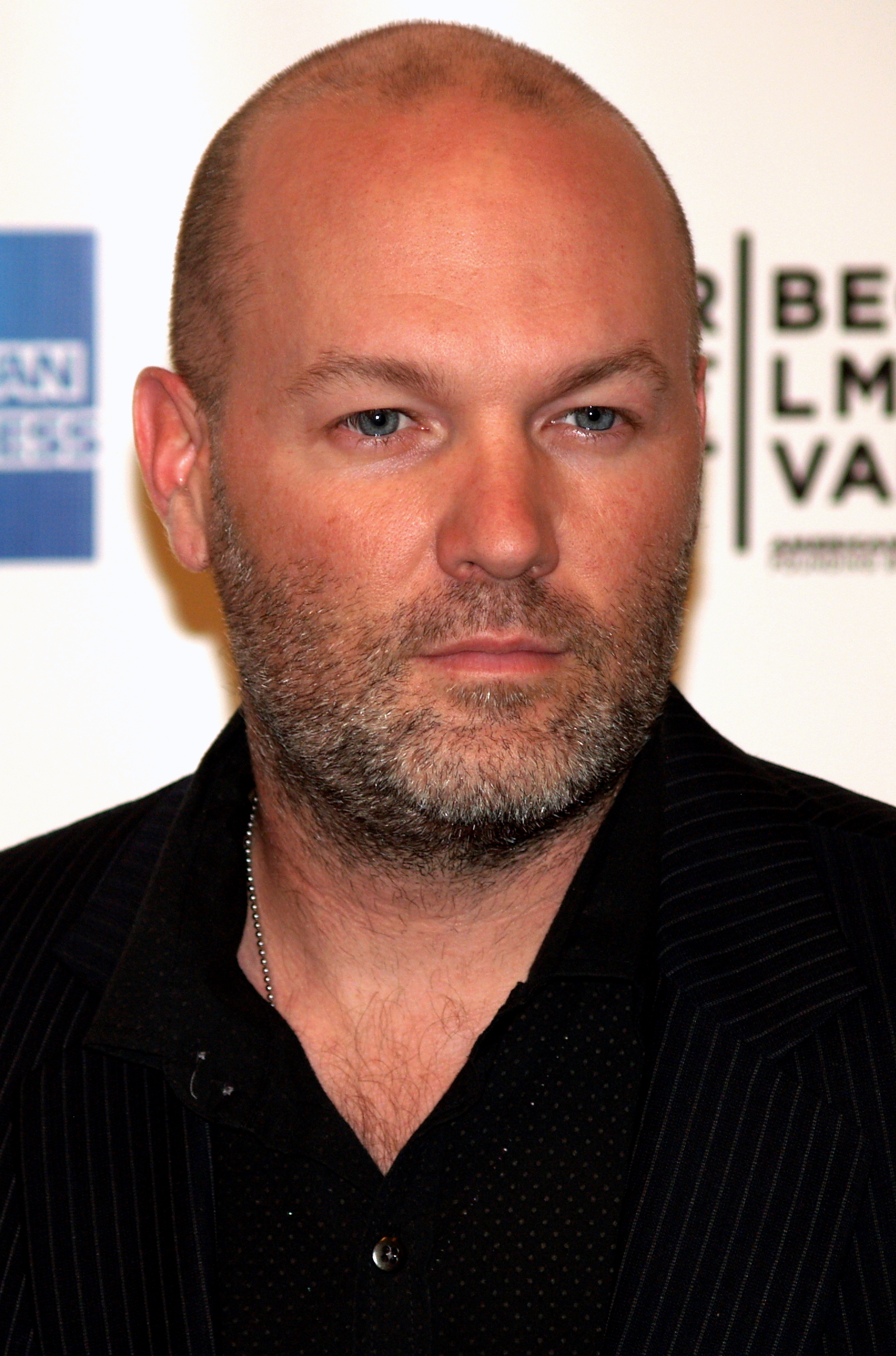
Fred Durst, vocalista de la banda Limp Bizkit, produjo una canción que terminó por no ser incluida en In the Zone.

Posteriormente, a fines del mes de enero del año 2003, varios medios confirmaron que Fred Durst —vocalista de la banda Limp Bizkit— había producido una canción para el álbum, cuyo lanzamiento, de acuerdo a un ejecutivo del sello Jive Records, estaba ideado para el mes de octubre del mismo año.
La noticia de la colaboración entre Fred Durst y Spears, salió a la luz pública solo un par de semanas después de que los medios sensacionalistas rumoriaran un romance entre ambos cantantes, lo que llenó de morbo sus publicaciones. Por su parte, Fred Durst describió al álbum como una «vibración trip hop», similar a «Frozen» de Madonna.
Dos meses después comenzaron a realizarse recuentos de los productores que trabajaban en el álbum, entre los cuales se incluía a The Neptunes y Rodney "Darkchild" Jerkins, cuyos principales trabajos con la cantante fueron las canciones «I'm a Slave 4 U» y «I Love Rock 'N' Roll», respectivamente —ambas lanzadas como sencillos de Britney—; y a 7 Aurelius y The Matrix —reconocidos, de manera respectiva, por sus trabajos con Ashanti y Avril Lavigne—.
De acuerdo a declaraciones de 7 Aurelius, uno de sus trabajos estaba destinado a dar una respuesta a la canción «Cry Me a River» de Justin Timberlake. Ello, luego de que en el año 2002. «Cry Me a River» fuera ligada por los medios sensacionalistas al fin de la relación sentimental entre ambos cantantes. De manera paralela, Lauren Christy de The Matrix confirmó a la canción «Shadow» y declaró que el álbum sería similar al séptimo álbum de estudio de Madonna, Ray of Light, lo que alimentó los rumores de una posible colaboración entre Britney Spears y el productor suizo Mirwais Ahmadzaï.
Aún después, a fines del mes de mayo del año 2003, la cantante permitió a MTV escuchar a tres de las canciones del álbum en los Battery Studios: «Touch of My Hand», «Brave New Girl» y «Everytime». Al respecto, la periodista Jennifer Vineyard escribió en su publicación que Britney Spears parecía «seguir» el camino de Madonna, mientras «saludaba» al sonido de Janet Jackson.
Ya con varias canciones confirmadas, el 28 de agosto de 2003, Spears se presentó junto a Madonna, Christina Aguilera y Missy Elliot en la apertura de los MTV Video Music Awards 2003 —en los cuales su video musical de «Boys» fue nominado en la categoría Best Video from a Film—. En ella, Madonna besó en la boca a Spears y a Aguilera, luego de que estas dos últimas cantaran juntas «Like a Virgin».

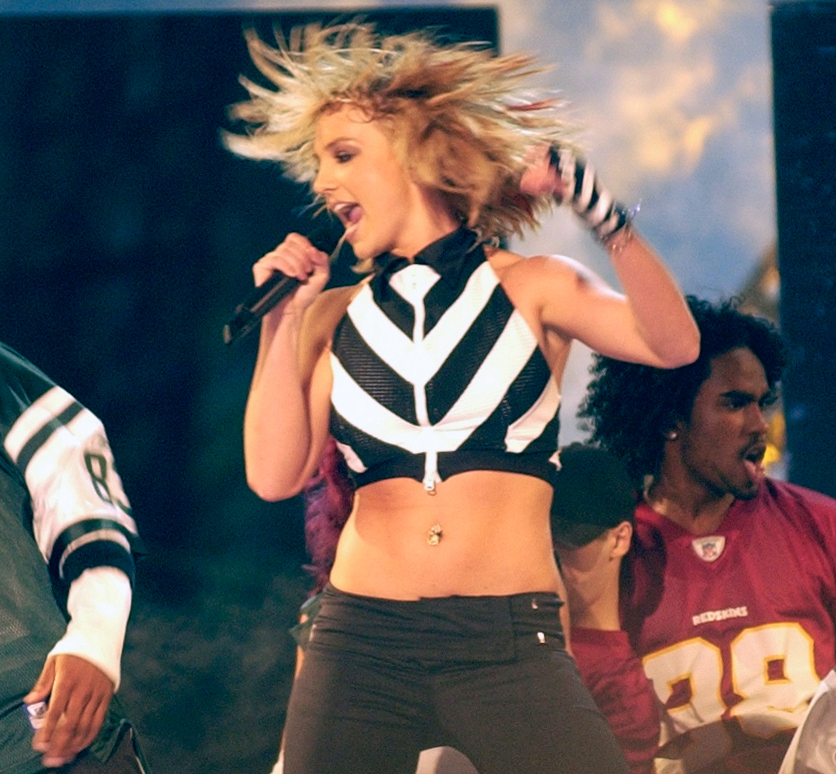
Spears interpretando por primera vez a «Me Against the Music» en el año 2003, en los NFL Kickoff Live de ABC.

Solo una semana después de la polémica apertura de los MTV Video Music Awards 2003, el 4 de septiembre de 2003, Spears realizó una presentación en los NFL Kickoff Live de ABC. En ella la cantante, además de interpretar un medley de «...Baby One More Time» y «I'm a Slave 4 U», interpretó a una de las canciones inéditas del álbum, «Me Against the Music».
Antes de su presentación en los NFL Kickoff Live, Spears brindó una entrevista a MTV News, en la que declaró que no podía confirmar a la canción que sería lanzada como el primer sencillo del álbum. Pese a la negativa, que puso en duda el lanzamiento de «Me Against the Music», la cantante anticipó que la canción en cuestión contaba con «algunas sorpresas» que la tenían «muy entusiasmada». Además de ello, confirmó a la canción «Early Mornin'» y se refirió conforme a su experiencia de trabajar con los productores estadounidenses Diddy y Moby.
Finalmente, el 16 de septiembre de 2003, el sello Jive Records confirmó el lanzamiento de «Me Against the Music» como el primer sencillo del álbum, el inicialmente titulado Get in the Zone. Mas «Me Against the Music» no era cualquier canción, pues dentro de sus créditos esta incluía, estratégicamente, la exclusiva colaboración musical de Madonna.
De paso, Jive Records confirmó que la fecha del lanzamiento del finalmente renombrado In the Zone sería el 18 de noviembre de 2003 en Estados Unidos. Además de ello, confirmó a otros de sus productores: Bloodshy & Avant, R. Kelly y Guy Sigsworth, quienes trabajaron por primera vez con Britney Spears.

## Productores
El dúo sueco Bloodshy & Avant fue el productor más revelador de  In the Zone. En él fueron incluidas dos de sus producciones: «Showdown» y «Toxic». Estas fueron coescritas y producidas por el dúo en el 2003, año en el que trabajaron por primera vez con Britney Spears. No obstante, desde entonces Bloodshy & Avant continuaría trabajando constantemente con la cantante. En el mismo año, el dúo coescribió y produjo para ella otras dos canciones que no fueron incluidas en In the Zone, más que si fueron incluidas en su primer álbum recopilatorio, Greatest Hits: My Prerogative. Ellas fueron: «Do Somethin'» y «I've Just Begun (Having My Fun)». Al respecto, esta última fue incluida, originalmente, como bonus track exclusivo de la edición europea del DVD In the Zone.

## Música y letras
Según Billboard, In the Zone marca un cambio musical para Spears. En lugar del pop tradicional, el álbum es más oscuro y está más orientado al dance. Spears habló sobre el sonido general del álbum con Rolling Stone, diciendo: «Yo lo describiría como un disco con una especie de vibración trance, algo que podrías escuchar que no esté tan estructurado en canciones [...] Por supuesto que ya no estoy haciendo '...Baby One More Time' y esos éxitos masivos. Creo que este disco es donde estoy ahora en mi vida. Es sensual, es sexual. Probablemente estoy escribiendo sobre eso subconscientemente porque no tengo eso ahora». Sal Cinquemani de Slant Magazine describió el sonido del disco como «una mezcla atrevida de hip hop y música dance», mientras que Amy Schriefer de NPR declaró que el álbum «mezcla dance, house, crunk, ritmos de Diwali y hip hop al estilo de The Neptunes». Tom Bishop de BBC News declaró que el disco combina bhangra, R&B y hip hop. Caroline Sullivan de The Guardian consideró a In the Zone «una colisión feliz de house, electropop de ensueño y las preocupaciones líricas de Britney [...] que la tienen encaramada en la cúspide entre la muñeca adolescente y la mujer sexualmente segura». Según William Shaw de Blender, el tema principal de In the Zone es «el despertar de Spears a su sexualidad como mujer soltera».
Las letras de las canciones de In the Zone se pasean, principalmente, por las fiestas, el amor, el baile y, de manera más pronunciada, el sexo. De ellas, «Me Against the Music», «(I Got That) Boom Boom», y «Brave New Girl» son sus principales canciones con letras centradas en las fiestas. Ello dado que en la letra de la primera, Spears y Madonna proclaman querer ver bailar a toda su gente, en una suerte de competencia ficticia entre ambas y la música. Por su parte, en la segunda canción en cuestión, la cantante seduce a un chico, en medio de una fiesta, proclamándole tener todo aquello que él tanto desea; mientras los raps de los Ying Yang Twins incitan a ser parte de dicha fiesta. En «Brave New Girl», demuestra ser una chica valiente dispuesta a dejar de lado sus modales y comportarse mal esta vez. Por otro lado, las canciones «Showdown», «Breathe on Me», «Early Mornin'» y «Touch of My Hand» están centradas, explícitamente, en el sexo. En la primera de ellas, la cantante declara a un chico que dejará que la toque si él quiere, en medio de una relación sexual denominada metafóricamente como una «confrontación». En la segunda, la cantante se refiere a una noche de sexo, en la que sus sentidos sienten «como nunca antes», mientras proclama a un chico que solo respire sobre ella. Por su parte, en la tercera de dichas canciones, Spears se refiere a una noche de sexo descontrolado en la vía pública y hasta la madrugada, luego de una fiesta en un club nocturno, y en la última y la más polémica de estas, Spears se refiere a la masturbación, señalando que otra noche sin un amante, lo único que sentirá será el tacto de su mano, demás de referirse a lo hermoso que es el cuerpo en esas acciones. En una de las canciones más memorables, «Toxic», Spears habla sobre la adicción de una chica a los besos de un hombre y hace referencia a las relaciones tóxicas y peligrosas. Las letras de «Shadow» y «Everytime», en cambio, son más dulces y hablan sobre la pérdida de un gran amor y como sobreponerse ante tal hecho.

## Recepción

### Crítica
En términos generales, In the Zone contó con una buena recepción crítica. De manera particular, Stephen Thomas Erlewine, del portal web de música Allmusic, señaló que si Britney fue un álbum de estudio «transicional», In the Zone fue el álbum de estudio en el que la cantante culminó dicha transición de niña a mujer. Sostuvo que similar a cómo lo hizo en el año 2002 la cantante estadounidense Christina Aguilera, en su álbum de estudio Stripped, en In the Zone Britney Spears se enfocó en transparentar con madurez su sexualidad y en incursionar, adecuadamente, en sonidos de clubes nocturnos. No obstante, también señaló que este no contaba con un sonido «muy moderno», dado a su similitud con algunos álbumes de estudio de la última década del siglo XX, incluyendo a Bedtime Stories y Ray of Light de Madonna. En suma, Stephen Thomas Erlewine sostuvo que, con su «producción racional», In the Zone era mucho más variado que sus tres antecesores, lo que lo convertía en el álbum de estudio «más ambicioso y aventurero» de Britney Spears.
Paralelamente, Jon Pareles, de la revista estadounidense Rolling Stone, señaló, sarcásticamente, que era tiempo de «decir adiós a la Britney virginal», pues no había duda de que Britney Spears quería que In the Zone fuera un álbum de estudio «erógeno». Ello, dado al fuerte uso de respiraciones en sus canciones y a los «ofrecimientos» sexuales de la cantante. Adicionalmente, señaló que la aparición de Madonna parecía como si «apoyara» la incursión de Britney Spears en los ritmos de clubes nocturnos. No obstante, también sostuvo que «lo más complicado» de este, era que en él Britney Spears «intentaba ser» Madonna o Janet Jackson, de una manera «poco convincente», dado a lo «procesada» que era su voz. Para finalizar, el editor sostuvo, irónicamente, que «más allá de los brillantes ritmos programados» de In the Zone, en este Britney Spears sonaba «tan íntima, como una muñeca sexual». En 2013, Lewis Corner y Robert Copsey sostuvieron que «Breathe on Me» fue la mejor canción de Spears que no se lanzó como sencillo y que debió haberlo sido.

### Comercial
Aunque In the Zone debutó con fuerza en la mayoría de los principales rankings de ventas de álbumes de alrededor del mundo, su éxito comercial no logró superar al de ninguno de sus tres antecesores: ...Baby One More Time, Oops!... I Did It Again y Britney. Por su parte, In the Zone vendió más de 6 millones de copias alrededor del mundo, las cuales le convierten, hasta ahora, en el cuarto álbum de estudio de mayor éxito comercial de Britney Spears. No obstante, de dichas ventas, las registradas solo en sus seis primeras semanas, hicieron que In the Zone se alzara como el 8.º álbum más vendido alrededor del mundo en el año 2003.

En Europa In the Zone fue certificado Platino por la IFPI, a modo de acreditación de ventas por un millón de copias.

De manera particular, en Europa In the Zone registró elevados niveles de éxito. Este debutó, directamente, como un rotundo N.º 1 en ventas en Francia, donde llegó a recibir certificación de Oro de la SNEP. Además de ello, este se alzó como un sólido top 20 en ventas en países como Alemania, Bélgica, Dinamarca, Suecia y Suiza, en los cuales recibió las certificaciones de Oro de las respectivas asociaciones musicales de cada uno de ellos. El mismo nivel de certificación recibió en Finlandia y Noruega, países donde se alzó como un modesto top 25.
Por su parte, en el Reino Unido, el mercado de música más grande de Europa, In the Zone se convirtió en el primer y, hasta ahora, único álbum de estudio top 20 de Britney Spears. Ello, dado que su lanzamiento en el país, coincidió con los lanzamientos de numerosos otros álbumes altamente esperados, siendo Number Ones de Michael Jackson el principal de ellos. No obstante, In the Zone fue certificado de Platino por la BPI, tras vender más de 300 mil copias en el país. En suma, a nivel continental, este fue certificado de Platino por la IFPI, en el año 2004, a modo de acreditación de elevadas ventas legales de 1 millón de copias en Europa.
Paralelamente, en Oceanía In the Zone no debutó con fuerza como sus antecesores. Pese a ello, en el año 2004 este se las arregló para conseguir las certificaciones de Oro de la RIANZ, en Nueva Zelanda, y de Platino de la ARIA, en Australia, donde esta última acreditó ventas legales de 70 mil copias, y donde se convirtió en el tercer álbum de estudio top 10 consecutivo de Britney Spears.
Por su parte, en América In the Zone debutó con fuerza en los principales rankings de ventas de álbumes de Canadá y los Estados Unidos, los cuales son elaborados sobre la base de los datos entregados por el sistema de información Nielsen SoundScan. No obstante, en Canadá este se convirtió en el primer y, hasta ahora, único álbum de estudio de Britney Spears que no debutó como un éxito N.º 1 en ventas, tras haber sido superado por el debut de Blink-182 de Blink-182. Pese a ello, sus elevadas ventas legales de 70 mil copias en el país, fueron certificadas Platino por la CRIA. Ello, luego de que en el mismo año de su lanzamiento In the Zone fuera certificado de Platino por su ventas, por las asociaciones latinoamericanas CAPIF y AMPROFON, de Argentina y México, respectivamente.
Estados Unidos
En Estados Unidos, el mercado de música más grande a nivel mundial, In the Zone debutó la semana del 6 de diciembre de 2003, directamente en la posición N.º 1 del principal ranking semanal de ventas de álbumes del país, la Billboard 200, donde se convirtió en el cuarto álbum de estudio N.º 1 consecutivo de Britney Spears. Ello se debió a que este vendió 609 mil copias en su primera semana en el país. Aunque dichas ventas fueron considerablemente elevadas, éstas fueron inferiores a las 746 mil copias vendidas por Britney en su primera semana en Estados Unidos. Aun así, con In the Zone Britney Spears se alzó como la primera cantante en la historia de Nielsen SoundScan que hizo debutar a sus cuatro primeros álbumes de estudio como un rotundo éxito N.º 1 en ventas en la Billboard 200; posición que la cantante volvería a ocupar solo cinco años después con Circus, su sexto álbum de estudio.
Aunque la semana del 6 de diciembre de 2003 fue una semana de numerosos debuts en la Billboard 200, solo otros dos álbumes debutaron en su top 10: Blink-182 de Blink-182 y Let It Be... Naked de The Beatles, los cuales debutaron en sus posiciones N.º 3 y N.º 5, con ventas de 313 y 280 mil copias, respectivamente. Por su parte, aquella semana In the Zone le arrebató la posición N.º 1 de la Billboard 200 a The Black Album de Jay-Z, el que la semana anterior había debutado en esta, con ventas de 463 mil copias. Pese a ello, a la semana siguiente The Black Album le arrebató dicha posición a In the Zone, el que solo en sus tres primeras semanas vendió más de 1 millón de copias en Estados Unidos.
En suma, con su arrollador debut en la Billboard 200, In the Zone se alzó con el 9.º debut de mayores ventas del año 2003 en el país. Ello, tras ser superado solo por los debuts de los álbumes de estudio de otros cuatro artistas estadounidenses: Get Rich or Die Tryin', del entonces surgiente rapero 50 Cent; Meteora, de la banda Linkin Park; The Diary of Alicia Keys, de la «sensación del rhythm and blues» Alicia Keys; y Measure of a Man, del ganador de la entonces última temporada de American Idol, Clay Aiken. Dichos álbumes de estudio también debutaron aquel año en la posición N.º 1 de la Billboard 200, mas con ventas de 872, 810, 618 y 613 mil copias, en sus respectivas primeras semanas en el país.

En Estados Unidos In the Zone fue certificado dos veces de Platino por la RIAA, a modo de acreditación de ventas de 2 millones de copias.

Con todo, In the Zone permaneció durante seis semanas en el top 10 de la Billboard 200: tres de ellas del año 2003 y las otras tres del año 2004; siendo las dos últimas de éstas, producto del considerable éxito de «Toxic». En suma, el martes 16 de diciembre de 2003, In the Zone fue certificado dos veces de Platino por la asociación RIAA, a modo de acreditación de elevadas ventas legales de 2 millones de copias en el país. No obstante, según Nielsen SoundScan, In the Zone vendió 3 millones de copias en Estados Unidos, hasta principios de 2019, siendo el cuarto álbum más vendido de Spears en el país, después de ...Baby One More Time, Oops!... I Did It Again y Britney; y el 193.º álbum más vendido durante toda la primera década del 2000 en Estados Unidos.
Dado a su impacto, el lunes 19 de julio de 2004, en pleno período de promoción de In the Zone, ...Baby One More Time fue certificado diez veces de Platino por la RIAA, lo que a este último le acreditó ventas récords de 10 millones de copias en el país, luego de haber sido lanzado en el año 1999. Todo ello contribuyó, considerablemente, a que Britney Spears se alzara como la 2.ª artista que vendió más álbumes durante toda la primera década del 2000 en Estados Unidos, tras haber sido superada por el rapero Eminem.

## Legado
Stephen Thomas Erlewine de  AllMusic comentó: «si en 2001, Britney fue un álbum de transición, capturando a Spears en el momento en que no era una niña y todavía no era mujer, su seguimiento de 2003 con In the Zone, es donde finalmente ha completado ese viaje y se convirtió en Britney, la mujer adulta».  En 2009, Amy Schriefer de NPR listó el álbum en las 50 grabaciones más importantes de la década. Llamándolo "una cartilla sobre el sonido del pop en los '00s", consideró que Spears era el vehículo ideal para un sonido futurista, ya que todavía estaba tratando de romper con su pasado adolescente. Schriefer elogió «Toxic» y «Everytime», y también afirmó: "Mientras la historia de la obsesión en celebridades, el voyerismo de los paparazzis, las construcciones conflictivas de la sexualidad femenina y la maternidad estén escritos en el cuerpo de Spears, la historia de esta década del pop implacablemente elaborada estará escrita en el cuerpo de trabajo musical de Spears". 
Julie Andsager en Sex in Consumer Culture (2006) dijo que los vídeos musicales de  In the Zone  presentaban una Spears diferente, y que aunque el álbum estaba destinado a apuntar al mercado gay, los vídeos fueron claramente diseñados para hombres heterosexuales. Andsager sugirió que Spears tomó señales más directamente de las fantasías sexuales, y que el uso de imágenes fetiches de mujeres atractivas que se hacen pasar de manera sexual (lésbico chic) sirve a dos audiencias: principalmente, buscaba cumplir fantasías heterosexuales, pero como una función secundaria, también puede servir a las mujeres jóvenes como una fuente de instrucción para atraer a los hombres. Desde una perspectiva de marketing, el propósito de realización de fantasía del álbum fue evidente no solo en los vídeos, sino también en el beso entre Spears y Madonna en los MTV Video Music Awards. Finalmente, Andsager explicó que «Spears, tal vez, llevó su sexualidad a su extremo para la televisión en real, al menos a la edad de 22».

## Promoción
Exactamente un mes antes del lanzamiento de In the Zone en los Estados Unidos, el sábado 18 de octubre de 2003, Britney Spears se presentó en Saturday Night Live de NBC. En ella, la cantante interpretó a «Me Against the Music» —que había sido lanzada el martes 30 de septiembre de 2003 en las radios— y a «Everytime».
Con el fin de promocionar a In the Zone, la cantante se presentó en programas como Live with Regis & Kelly, The Ellen Degeneres Show, Jimmy Kimmel y The Tonight Show. También se presentó en los Total Request Live de MTV de los Estados Unidos y del Reino Unido, en tres clubs nocturnos estadounidenses, y realizó presentaciones de «Me Against the Music» en los American Music Awards y de «Toxic» en los NRJ Music Awards.

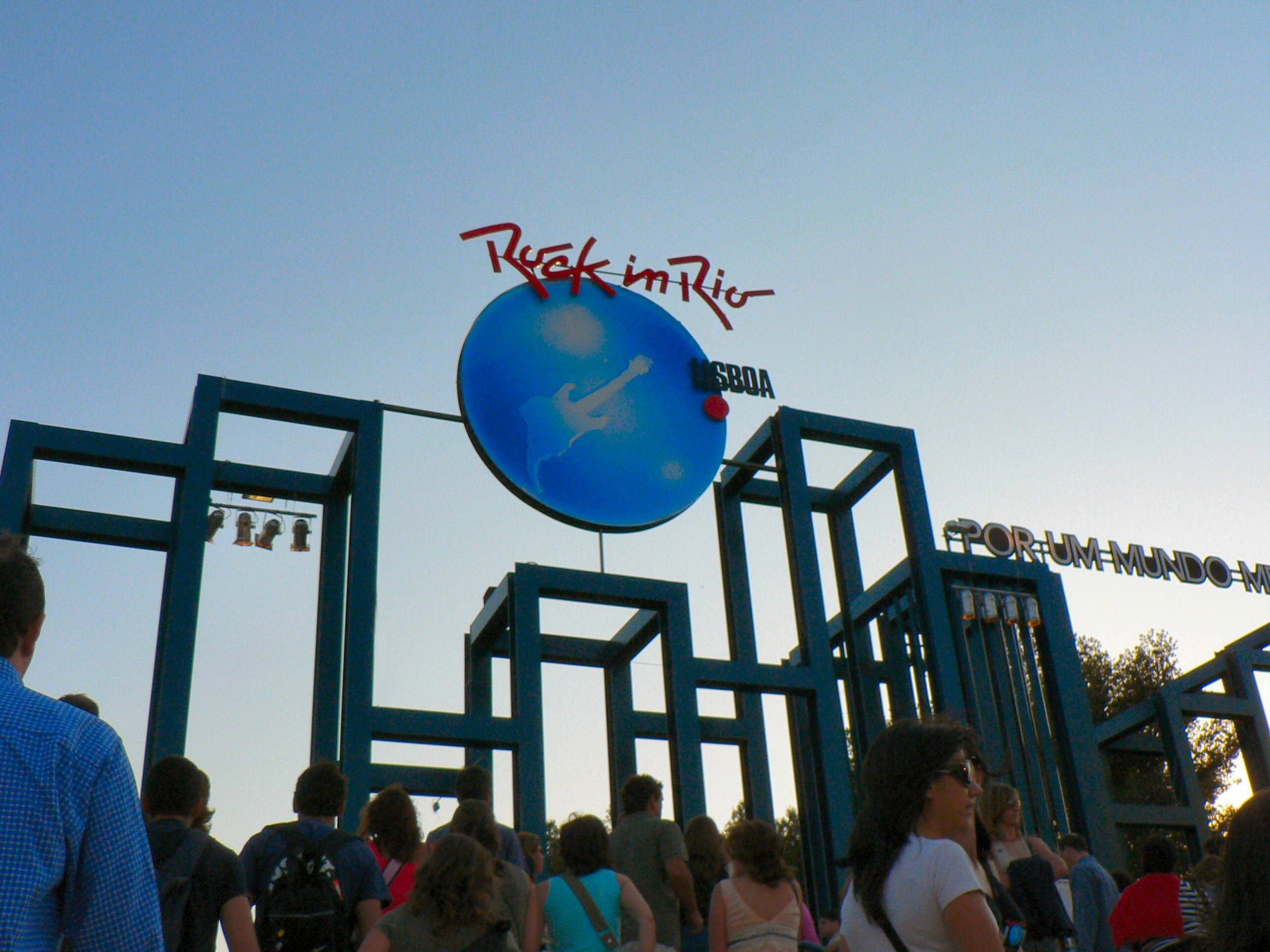
En su primera presentación internacional del año 2004, Britney Spears se presentó en el Rock in Rio Lisboa.

El sábado 5 de junio de 2004, en su primera presentación internacional del año, Britney Spears se presentó en el festival Rock in Rio Lisboa, en el cual también se presentaron artistas como Metallica, Guns N' Roses, Sting, Alejandro Sanz y Slipknot.

### Britney Spears: In the Zone
Con el objetivo de promocionar a In the Zone en los Estados Unidos, la cantante realizó el concierto especial Britney Spears: In the Zone en el Gotham Hall de Nueva York. Este fue grabado y editado con un detrás de escenas, y transmitido el lunes 17 de noviembre de 2003 por ABC. Ello tras un día antes del lanzamiento de In the Zone en el país.
Britney Spears: In the Zone contó con un equipo de bailarines, una banda completa y un cuarteto de cuerda para uno de los números. Por su parte, su repertorio incluyó a cinco de las principales canciones de In the Zone: «Me Against the Music», «(I Got That) Boom Boom», «Breathe on me», «Toxic» y «Everytime»; a los dos sencillos de Britney escritos y producidos por The Neptunes, «I'm a Slave 4 U» y «Boys»; y al sencillo debut de la cantante, escrito y producido por Max Martin, «...Baby One More Time».

### Sencillos

#### «Me Against the Music»

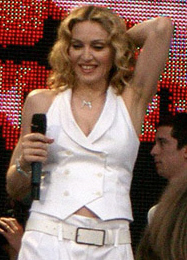
Madonna, colaboradora exclusiva de la canción.

«Me Against the Music», en colaboración con Madonna, fue el primer sencillo de In the Zone. Su primer lanzamiento fue realizado en las radios de Estados Unidos, el martes 30 de septiembre de 2003. Ello, unas pocas semanas después de que Britney Spears hiciera su estreno en los NFL Kickoff Live de ABC y siete semanas antes del lanzamiento de In the Zone en el país. Con ello, «Me Against the Music» se convirtió en el décimo segundo y en el décimo cuarto sencillo de Britney Spears en países importantes de la industria musical, como los Estados Unidos y el Reino Unido, respectivamente; en su primer y, hasta ahora, único sencillo producido por el dúo RedZone; y en el primer sencillo en tener como artista invitada a Madonna.
Su video musical fue dirigido por el director estadounidense Paul Hunter, quien trabajó por primera y, hasta ahora, única vez con Britney Spears. La línea de historia de este muestra a la cantante en un club nocturno de Nueva York, mientras Madonna, el «alma del lugar», observa cada uno de sus movimientos. Su desenlace hace alusión al polémico beso que ambas cantantes protagonizaron en la apertura de los MTV Video Music Awards 2003. Pese a las expectativas de su impacto, este fue motivo de una enemistad entre Madonna y Paul Hunter, luego de que el director se negara a considerar las iniciativas de la cantante para su dirección.
Pese a las expectativas elevadas de su lanzamiento, los críticos le desaprobaron en mayoría. Críticos como Dorian Lynskey, del periódico británico The Guardian, sostuvieron que el dueto sonaba «anticuado». De manera contraria y particular, Jon Pareles, de la revista Rolling Stone, sostuvo que la colaboración de Madonna en «Me Against the Music» aprobaba la «incursión» de Britney Spears en los ritmos bailables de clubes nocturnos, tras su distanciamiento del pop tradicional.
La mala recepción crítica no tuvo repercusiones. Impulsada por la unión de dos de las cantantes más exitosas de la industria musical, «Me Against the Music» se convirtió en un éxito N.º 1 en Australia, Dinamarca, Irlanda y Europa; y en un top 5 instantáneo en países como Alemania, Canadá y el Reino Unido, país donde recibió la certificación de disco de plata de la BPI. Pese a que en Estados Unidos alcanzó la modesta posición N.º 35 de la Billboard Hot 100, «Me Against the Music» se convirtió en el primer éxito N.º 1 de Britney Spears en la Dance/Club Play Songs de Billboard. Ello dado a su éxito en los clubes nocturnos del país, el que también le hizo ganar el Billboard Music Awards 2004 de la categoría Hot Dance Singles Sales, superando a los fracasos comerciales de los entonces últimos sencillos de Britney Spears.

#### «Toxic»
«Toxic» fue el segundo sencillo de In the Zone. Sus lanzamientos fueron realizados durante el primer cuatrimestre del año 2004, meses después de que varios medios confirmaran, erróneamente, que la colaboración con los Ying Yang Twins, «(I Got That) Boom Boom», sería el segundo sencillo de In the Zone. Con ello, «Toxic» se convirtió en el primer sencillo de Britney Spears producido por el dúo Bloodshy & Avant, el que desde entonces redefinió al sonido de la cantante.
Su video musical fue dirigido por el director estadounidense Joseph Kahn, quien en el año 2000 dirigió el video musical de «Stronger» para la cantante. La línea de historia de este muestra a una provocativa Britney Spears agente secreta, que busca asesinar a un antiguo amor, protagonizado por el actor neozelandés Martin Henderson. Por su parte, su rodaje tuvo un costo de $1 millón, el cual lo convierte en el video musical más costoso de la cantante. Tras su estreno, este se convirtió en uno de los videos musicales más exitosos del año, lo que le llevó a recibir diversos reconocimientos y premios, incluyendo cuatro nominaciones en los MTV Video Music Awards 2004.,
Por su parte, los críticos de música dieron una buena recepción a «Toxic». Críticos como Stephen Thomas Erlewine, del portal web Allmusic, escribieron en sus reseñas a In the Zone que «Toxic» es un «irresistible dulce para los oídos». De manera adicional, «Toxic» ganó un Grammy 2005 en la categoría Best Dance Recording.
Respaldado por los elogios de los críticos, «Toxic» se alzó como un éxito N.º 1 en Australia, Canadá, Irlanda, Noruega, el Reino Unido —donde tras opacar a debuts como el de «Red Blooded Woman» de Kylie Minogue, se convirtió en el cuarto N.º 1 de Britney Spears en la UK Singles Chart— y Europa; y como un top 10 sólido en países como Alemania, los Estados Unidos y Francia. Por su parte, en Estados Unidos se convirtió en el cuarto éxito top 10 de Britney Spears en la Billboard Hot 100, después de cuatro años desde su tercer top 10: "Oops!... I Did It Again". Paralelamente, dado a su éxito en las radios de pop y en los clubes nocturnos del país, «Toxic» se alzó como un éxito N.º 1 en la Pop Songs y en la Dance/Club Play Songs de Billboard, respectivamente. Tras ello, este fue certificado dos veces de Oro por la RIAA, a modo de acreditación de ventas materiales y digitales de 1 millón de copias. Con todo, «Toxic» se alzó como el sencillo de mayor éxito comercial de In the Zone y como uno de los sencillos más exitosos de Britney Spears, junto a «...Baby One More Time» y «Oops!... I Did It Again».

#### «Everytime»
«Everytime» fue el tercer y, salvo en Estados Unidos, último sencillo de In the Zone. Sus lanzamientos fueron realizados durante mediados del segundo cuatrimestre del año 2004, en un período en el que la cantante recorría a Europa con su gira musical The Onyx Hotel Tour. Con ello, «Everytime» se convirtió en el primer sencillo de Britney Spears producido por el británico Guy Sigsworth, quien hasta entonces era reconocido por coescribir y coproducir «What It Feels Like for a Girl» de Madonna.

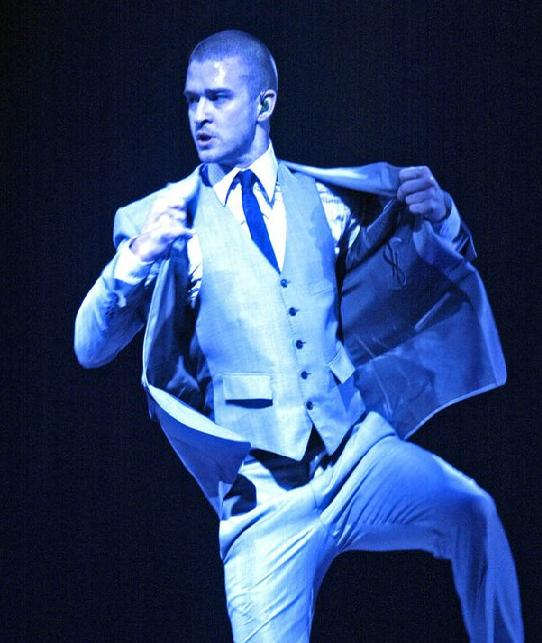
«Everytime» fue relacionada por los medios al fin de la relación entre Britney Spears y Justin Timberlake.

Su video musical fue dirigido por el director estadounidense David LaChapelle, quien trabajó por primera vez con la cantante. La línea de historia de este muestra una suerte de suicidio y de reencarnación de Britney Spears, en medio de una vida acosada por los medios de comunicación y los paparazzi, y en medio de una mala relación con su novio, quien fue protagonizado por el actor Stephen Dorff.
Por su parte, los críticos le dieron una buena recepción. Algunos como Gavin Mueller, de la revista Stylus, sostuvieron que «Everytime» era una balada a piano «simple, pero eficazmente frágil», por lo que podría ser considerada como «la mejor canción de In the Zone». De manera adicional, los mismos críticos y los medios sensacionalistas, relacionaron a «Everytime», al igual que a «Cry Me a River» en el año 2002, al fin de la relación sentimental entre Britney Spears y el cantante estadounidense Justin Timberlake.
Respaldado por el éxito de sus antecesores y por The Onyx Hotel Tour, «Everytime» se alzó como un éxito N.º 1 en Australia, Irlanda y el Reino Unido —país donde se convirtió en el quinto N.º 1 de Britney Spears en la UK Singles Chart—; y como un top 5 sólido en países como Alemania, Canadá y Francia. Por su parte, en Estados Unidos alcanzó la posición N.º 15 de la Billboard Hot 100 y recibió la certificación de Oro de la RIAA, a modo de acreditación de ventas de 500 mil descargas digitales.

#### «Outrageous»
«Outrageous» fue el cuarto y último sencillo de In the Zone en Estados Unidos. Sus lanzamientos en el país fueron realizados durante el tercer cuatrimestre del año 2004. Con ello, «Outrageous» se convirtió en el primer y único sencillo de Britney Spears escrito y producido por la estrella del rhythm and blues R. Kelly, quien es reconocido por tener éxitos propios como «Bump N' Grind» y «I Believe I Can Fly».
Su video musical estaba siendo dirigido por el director estadounidense Dave Meyers, cuando su rodaje debió ser cancelado. Ello se debió a que Britney Spears se fracturó un rodilla mientras realizaba una coreografía para el mismo. Tras el accidente, la cantante debió ser inmovilizada y rehabilitada durante varias semanas, lo que también le impidió continuar con The Onyx Hotel Tour. Por su parte, en los años 2000 y 2002 Dave Meyers había dirigido los videos musicales de «Lucky» y «Boys», respectivamente, para la cantante. En cuanto a la línea de historia del video musical de «Outrageous», esta mostraba a una versión urbana de Britney Spears, seduciendo al rapero Snoop Dogg.
Aunque dadas las circunstancias sus lanzamientos finalmente solo fueron realizados en Estados Unidos, en el país «Outrageous» registró una recepción crítica y comercial modesta. Al respecto, críticos como David Browne, de la revista Entertainment Weekly, le catalogaron como una canción «robótica a base de ritmo», cuyo único objetivo era «avanzar con la imagen de la cantante», hacia la imagen de una «princesa sexual». Paralelamente, sin el respaldo de un video musical, «Outrageous» alcanzó la posición N.º 79 de la Billboard Hot 100, superando con ello a dos de sus antecesores con videos musicales que no consiguieron ingresar a esta: «I'm Not a Girl, Not Yet a Woman» y «Boys».

### The Onyx Hotel Tour

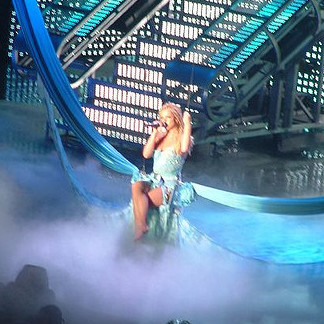
Spears durante la interpretación de "Shadow" en la gira The Onyx Hotel Tour.

Durante el año 2004, Britney Spears realizó la altamente sexualizada gira musical The Onyx Hotel Tour para promocionar a In the Zone. Esta comenzó el martes 2 de marzo de 2004 en la ciudad de San Diego en los Estados Unidos y finalizó, anticipadamente, el domingo 6 de junio de 2004 en la ciudad de Dublín en Irlanda. Ello, luego de que la cantante sufriera un accidente durante las grabaciones del video musical de "Outrageous".
Dado al accidente, casi la mitad de sus espectáculos debieron ser cancelados, lo que impidió su paso por Asia y Oceanía, y su retorno a América Anglosajona. Pese a ello, The Onyx Hotel Tour contó con numerosos espectáculos en Canadá y los Estados Unidos, y en catorce países de Europa: Alemania, Austria, Bélgica, Dinamarca, Francia, Hungría, Irlanda, Italia, Noruega, los Países Bajos, Portugal, el Reino Unido, Suecia y Suiza.
Por su parte, más de la mitad de su repertorio estuvo conformado por diez de las doce canciones de la edición estándar de In the Zone, de las cuales solo "Early Mornin'" y "Brave New Girl" fueron excluidas. Además de ellas, el repertorio incluyó, entre otras, a tres de las canciones anteriores más exitosas de Britney Spears: "...Baby One More Time", "Oops!... Did It Again" y "I'm a Slave 4 U".
De acuerdo a Billboard Boxscore, The Onyx Hotel Tour generó ganancias mayores a los $34.000.000, las cuales le convierten, en términos comerciales, en la cuarta gira musical más exitosa de la cantante, después de The Circus Starring: Britney Spears, Femme Fatale Tour y Dream Within a Dream Tour, respectivamente.

## Lista de canciones
- Edición estándar

| CD    |                                                                       |          |  |
| N.º   | Título                                                                | Duración |  |
| 1.    | «Me Against the Music» (con Madonna)                                  | 3:43     |  |
| 2.    | «(I Got That) Boom Boom» (con Ying Yang Twins)                        | 4:51     |  |
| 3.    | «Showdown»                                                            | 3:18     |  |
| 4.    | «Breathe on Me»                                                       | 3:43     |  |
| 5.    | «Early Mornin'»                                                       | 3:45     |  |
| 6.    | «Toxic»                                                               | 3:21     |  |
| 7.    | «Outrageous»                                                          | 3:22     |  |
| 8.    | «Touch of My Hand»                                                    | 4:19     |  |
| 9.    | «The Hook Up»                                                         | 3:54     |  |
| 10.   | «Shadow»                                                              | 3:45     |  |
| 11.   | «Brave New Girl»                                                      | 3:29     |  |
| 12.   | «Everytime»                                                           | 3:52     |  |
| 13.   | «Me Against the Music» (con Madonna) (Rishi Rich's Desi Kulcha Remix) | 4:30     |  |
| 49:56 |                                                                       |          |  |

- Bonus tracks

| CD    |                                                                 |          |  |
| N.º   | Título                                                          | Duración |  |
| 14.   | «Don't Hang Up»                                                 | 4:02     |  |
| 15.   | «The Answer»                                                    | 3:56     |  |
| 16.   | «Toxic (Lenny Bertoldo Radio Edit)»                             | 3:32     |  |
| 17.   | «Me Against the Music (Chix Mix Bloodshy & Avant - No Madonna)» | 5:18     |  |
| 64:00 |                                                                 |          |  |

## Rankings de ventas de álbumes

### Semanales
| País              | Lista musical  | Primera semana | Posición de ingreso | Mejor posición | Semanas en la mejor posición | Semanas en la lista musical | Última semana |
| ----------------- | -------------- | -------------- | ------------------- | -------------- | ---------------------------- | --------------------------- | ------------- |
| América           |                |                |                     |                |                              |                             |               |
| Canadá            | Top 10 Albums  | 06-12-2003     | 2                   | 2              | 1                            | 8                           | 21-02-2004    |
| Estados Unidos    | Billboard 200  | 06-12-2003     | 1                   | 1              | 1                            | 45                          | 09-10-2004    |
| Europa            |                |                |                     |                |                              |                             |               |
| Alemania          | Top 100 Albums | 29-11-2003     | 2                   | 2              | 1                            | 40                          | 28-08-2004    |
| Austria           | Top 75 Albums  | 30-11-2003     | 10                  | 10             | 1                            | 38                          | 22-08-2004    |
| Bélgica (Flandes) | Top 100 Albums | 22-11-2003     | 32                  | 7              | 1                            | 37                          | 31-07-2004    |
| Bélgica (Valonia) | Top 100 Albums | 22-11-2003     | 33                  | 5              | 2                            | 36                          | 18-09-2004    |
| Dinamarca         | Top 40 Albums  | 28-11-2003     | 8                   | 8              | 1                            | 18                          | 25-06-2004    |
| Finlandia         | Top 40 Albums  | 01-12-2003     | 15                  | 15             | 1                            | 19                          | 01-09-2004    |
| Francia           | Top 200 Albums | 16-11-2003     | 1                   | 1              | 1                            | 60                          | 02-01-2005    |
| Irlanda           | Top 75 Albums  | 25-11-2003     | 6                   | 4              | 3                            | 43                          | 16-09-2004    |
| Italia            | Top 20 Albums  | 22-11-2003     | 16                  | 16             | 1                            | 1                           | 22-11-2003    |
| Noruega           | Top 40 Albums  | 30-11-2003     | 11                  | 11             | 1                            | 20                          | 22-06-2004    |
| Países Bajos      | Top 100 Albums | 29-11-2003     | 11                  | 9              | 1                            | 33                          | 10-07-2004    |
| Polonia           | Top 50 Albums  | 01-12-2003     | 23                  | 23             | 1                            | 3                           | 15-12-2003    |
| Portugal          | Top 30 Albums  | 23-11-2003     | 19                  | 11             | 1                            | 26                          | 27-07-2004    |
| Reino Unido       | Top 75 Albums  | 29-11-2003     | 14                  | 13             | 1                            | 43                          | 18-09-2004    |
| Suecia            | Top 60 Albums  | 28-11-2003     | 8                   | 8              | 1                            | 30                          | 20-08-2004    |
| Suiza             | Top 100 Albums | 30-11-2003     | 6                   | 6              | 1                            | 39                          | 05-09-2004    |
| Oceanía           |                |                |                     |                |                              |                             |               |
| Australia         | Top 50 Albums  | 30-11-2003     | 10                  | 10             | 1                            | 36                          | 19-09-2004    |
| Nueva Zelanda     | Top 40 Albums  | 07-12-2003     | 28                  | 25             | 1                            | 13                          | 26-04-2004    |

| Predecesor: 1 fille et 4 types de Céline Dion | Top 200 Albums — Álbum N° 1 16 de noviembre de 2003 — 22 de noviembre de 2003 | Sucesor: Qui de nous deux de M    |
| Predecesor: The Black Album de Jay-Z          | Billboard 200 — Álbum N° 1 30 de noviembre de 2003 — 6 de diciembre de 2003   | Sucesor: The Black Album de Jay-Z |

### Anuales
| País        | Ranking        | Posición |
| ----------- | -------------- | -------- |
| Europa      |                |          |
| Reino Unido | Top 200 Albums | 145      |
| Mundo       |                |          |
| Mundo       | Top 50 álbumes | 8        |

| País           | Ranking        | Posición |
| -------------- | -------------- | -------- |
| América        |                |          |
| Estados Unidos | Billboard 200  | 8        |
| Europa         |                |          |
| Reino Unido    | Top 200 Albums | 51       |

## Certificaciones
| País/Continente | Proveedor      | Año  | Certificación           | Nivel | Simbolización | Ventas certificadas |
| América         |                |      |                         |       |               |                     |
| Argentina       | CAPIF          | 2003 | Platino                 | 1     | ▲             | 40.000              |
| Brasil          | ABPD           | 2003 | Oro                     | 1     | ●             | 50.000              |
| Canadá          | CRIA           | 2004 | Multi-Platino           | 4     | 4▲            | 400.000             |
| Estados Unidos  | RIAA           | 2023 | Triple disco de platino | 3     | 3▲            | 3.000.000           |
| México          | AMPROFON       | 2003 | Platino                 | 1     | ▲             | 100.000             |
| Asia            |                |      |                         |       |               |                     |
| Japón           | RIAJ           | 2003 | Platino                 | 1     | ▲             | 250.000             |
| Rusia           | IFPI Rusia     | 2004 | Multi-Platino           | 4     | 4▲            | 120.000             |
| Europa          |                |      |                         |       |               |                     |
| Alemania        | IFPI Alemania  | 2003 | Oro                     | 1     | ●             | 100.000             |
| Austria         | IFPI Austria   | 2005 | Platino                 | 1     | ▲             | 30 000              |
| Bélgica         | IFPI Bélgica   | 2003 | Oro                     | 1     | ●             | 25.000              |
| Dinamarca       | IFPI Dinamarca | 2004 | Oro                     | 1     | ●             | 20.000              |
| Europa          | IFPI           | 2004 | Multi-Platino           | 2     | 2▲            | 2.000.000           |
| España          | Promusicae     | 2004 | Oro                     | 1     | ●             | 50.000              |
| Finlandia       | IFPI Finlandia | 2006 | Oro                     | 1     | ●             | 15.000              |
| Francia         | SNEP           | 2004 | Oro                     | 2     | 2●            | 200.000             |
| Grecia          | IFPI Grecia    | 2005 | Oro                     | 1     | ●             | 10.000              |
| Hungría         | MAHASZ         | 2004 | Oro                     | 1     | ●             | 15.000              |
| Noruega         | IFPI Noruega   | 2004 | Oro                     | 1     | ●             | 20.000              |
| Reino Unido     | BPI            | 2004 | Platino                 | 1     | ▲             | 300.000             |
| Suecia          | IFPI Suecia    | 2004 | Oro                     | 1     | ●             | 30 000              |
| Suiza           | IFPI Suiza     | 2003 | Oro                     | 1     | ●             | 20.000              |
| Oceanía         |                |      |                         |       |               |                     |
| Australia       | ARIA           | 2004 | Platino                 | 1     | ▲             | 70.000              |
| Nueva Zelanda   | RIANZ          | 2004 | Oro                     | 1     | ●             | 7.500               |

- Nota: Las ventas certificadas están basadas en los criterios utilizados por las respectivas organizaciones musicales hasta el año 2005. Por su parte, éstas no representan, necesariamente, las ventas totales vendidas por In the Zone en cada división territorial.

## Controversias
En el mes de junio de 2004, la compañía de ropa deportiva Lite Breeze Inc. demandó a Britney Spears por $10 millones. Ello, argumentando que la cantanté cometió una infracción de marca al utilizar la frase «In the zone» para nombrar a su álbum de estudio. Al respecto, Lite Breeze, quien entonces utilizaba la frase «In the zone» en su campaña publicitaria, reclamó que la situación estaba causando confusión en el mercado, pues la utilización de la frase estaba siendo asociada a promocionar música y eventos deportivos en directo. En la demanda, la compañía también solicitó que la cantante cambiara el nombre de su gira.

## Premios
| Ceremonia                      | Premio                                                           |
| ------------------------------ | ---------------------------------------------------------------- |
| 2004                           |                                                                  |
| Billboard Awards               | Best-Selling Dance Single of the Year (Me against the music)     |
| Brasil Music Award             | Mejor Artista Femenina Internacional                             |
| Holland TMF Awards             | Gridlock Award                                                   |
| MTV Europe Music Awards        | Mejor Artista Femenina del año                                   |
| Nickelodeon Kids Choice Awards | Choice Song (Toxic)                                              |
| Popstar Magazine               | Popastic Video Right Now (Toxic)                                 |
| Teen Choice Awards             | Choice Single (Toxic)                                            |
| TRL Awards                     | Gridlock Award                                                   |
| UK Ivor Novello Awards         | Most Performed Work (Toxic)                                      |
| 2005                           |                                                                  |
| Golden Music Awards            | Video musical del año (Toxic)                                    |
| Grammy Awards                  | Best Dance Recording (Toxic)                                     |
| Groovevolt Awards              | Video del año (Toxic)                                            |
| Groovevolt Awards              | Mejor Álbum Femenino                                             |
| Groovevolt Awards              | Mejor Canción Interpretada por una Artistas Femenina (Everytime) |
| Groovevolt Awards              | Most Fashionable Artist                                          |

## Créditos
- Edición estándar

| In the Zone (Estados Unidos) |                                                      | |                               |          |  |
| N.º                          | Título                                               | Escritor(es)                                                                                                   | Producción                    | Duración |  |
| 1.                           | «Me Against the Music» (Featuring Madonna)           | Britney Spears, Penelope Magnet, Thabiso Nikhereanye, Terius Nash, Gary O'Brien, Madonna & Christopher Stewart | RedZone                       |          |  |
| 2.                           | «(I Got That) Boom Boom» (Featuring Ying Yang Twins) | Roy Hamilton, Chyna Royal, Deongelo Holmes & Eric Jackson                                                      | Roy "Royalty" Hamilton        |          |  |
| 3.                           | «Showdown»                                           | Spears, Pontus Winnberg, Henrik Jonback, Cathy Dennis & Christian Karlsson                                     | Bloodshy & Avant              |          |  |
| 4.                           | «Breathe on Me»                                      | Steve Anderson, Lisa Greene & Stephen Lee                                                                      | Mark "Metro" Taylor           |          |  |
| 5.                           | «Early Mornin'»                                      | Spears, Moby, Stewart & Magnet                                                                                 | Moby                          |          |  |
| 6.                           | «Toxic»                                              | Karlsson, Winnberg, Jonback & Dennis                                                                           | Bloodshy & Avant              |          |  |
| 7.                           | «Outrageous»                                         | R. Kelly | R. Kelly                      |          |  |
| 8.                           | «Touch of My Hand»                                   | Spears, Jimmy Harry, Shep Solomon & Balewa Muhammad                                                            | Jimmy Harry & Shep Solomon    |          |  |
| 9.                           | «The Hook Up»                                        | Spears, Stewart, Magnet & Nikhereanye                                                                          | RedZone                       |          |  |
| 10.                          | «Shadow»                                             | Spears, Lauren Christy, Scott Spock, Graham Edwards & Charlie Midnight                                         | The Matrix                    |          |  |
| 11.                          | «Brave New Girl»                                     | Spears, Brian Kierulf, Josh Schwartz & Kara DioGuardi                                                          | Brian Kierulf & Josh Schwartz |          |  |
| 12.                          | «Everytime»                                          | Spears & Annette Stamatelatos                                                                                  | Guy Sigsworth                 |          |  |